# Jorge Pérez Lasso de la Vega
Jorge Pérez Lasso de la Vega (San Fernando, Cádiz; 23 de abril de 1792 - Madrid, 23 de agosto de 1871) fue un militar, ingeniero y escritor español, ministro interino de Marina durante el reinado de Isabel II.
Hijo de un oficial de marina, participó en la Guerra de independencia llegando a alcanzar en el conflicto el grado de alférez de fragata, luchando en diversas cañoneras del Mediterráneo. Tras la guerra, marchó a Sudamérica y participó en diversas operaciones de los grupos realistas contra la emancipación de las colonias americanas, obteniendo por sus trabajos el grado de brigadier.
Después de la guerra se le destinó al Depósito Hidrográfico de la Armada, del que, años más tarde, entre 1850 y 1852, llegaría a ser su director.
En el seno del efímero gobierno del general Ramón María Narváez, Pérez Lasso de la Vega fue encomendado a regentar, de manera interina entre el 3 al 5 de abril de 1846, el Ministerio de Marina, Comercio y Gobernación de Ultramar.
En 1853 fue el encargado de custodiar la recientemente adquirida Carta Náutica de Juan de la Cosa, que finalmente fue destinada al Museo Naval de Madrid. Dirigió la Revista General de la Marina y El Marino Español, y formó parte de la comisión de estudio de viabilidad del submarino Ictíneo I, ideado por Narciso Monturiol.